# 威廉·罗恩
威廉·谢尔曼·罗恩爵士陆军元帅 GCB（1789年6月18日—1879年9月26日）是一名英国陆军军官。罗恩曾参加半岛战争和百日王朝战役，在此期间，罗恩参与了滑铁卢战役，并在负伤的情况下参加了约翰·科尔本爵士对帝国卫队的袭击。之后，在1837年爱国者运动的叛乱期间，他协助科尔本担任英属北美代总督。1849年4月，随着愤怒的暴民焚烧蒙特利尔议会大楼，罗恩以北美英军总司令的身份返回加拿大，发表了重要的演说安抚暴民。

## 家世
威廉·罗恩是来自安特里姆郡的威廉·罗恩（William Rowan）和伊丽莎白·罗恩（Elizabeth Rowan）的儿子。

## 军旅生涯

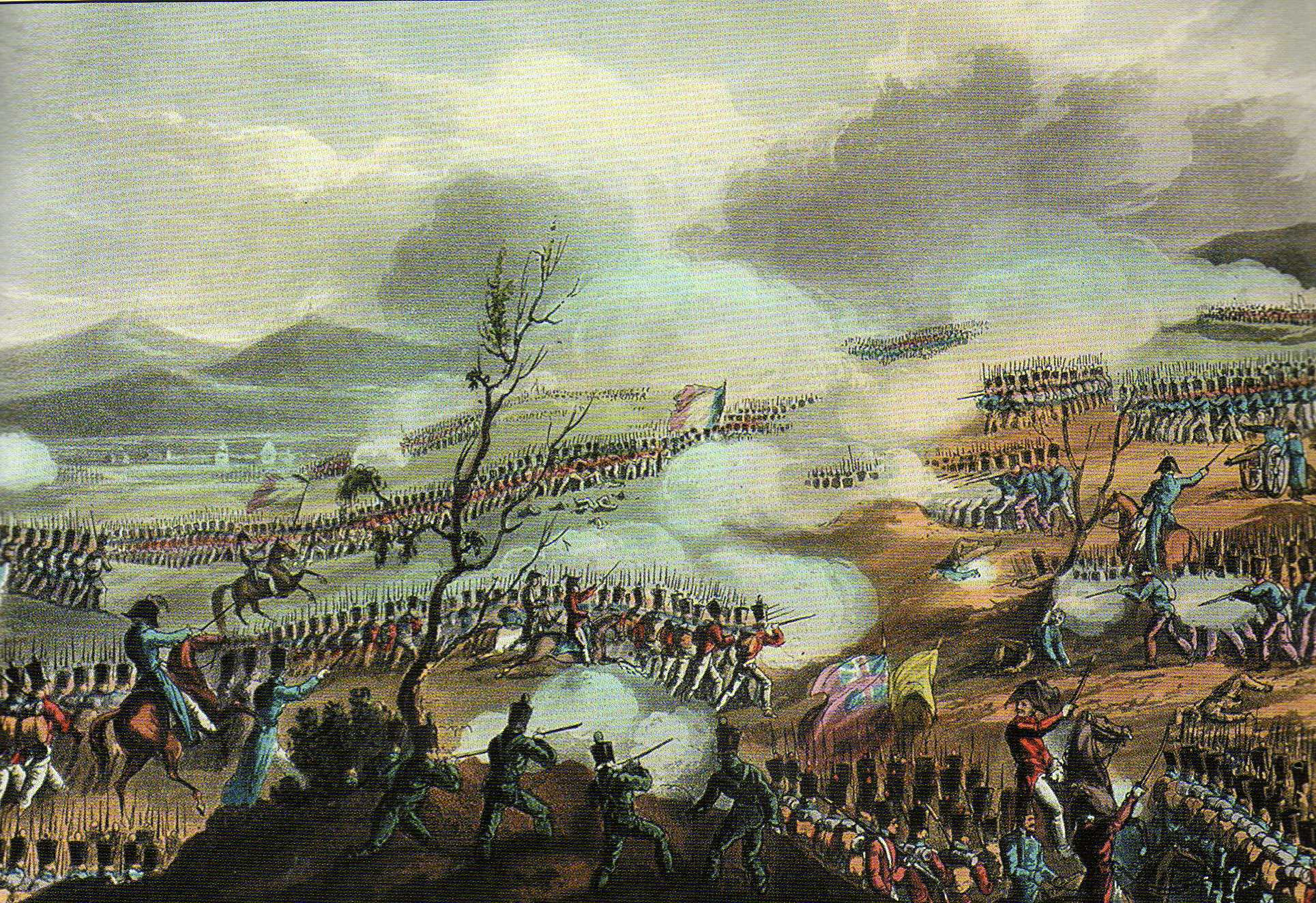
第52轻步兵团在尼韦尔战役的胜利中发挥了重要作用

1803年11月4日，14岁的罗恩被任命为第52轻步兵团的一名少尉。1804年6月15日，罗恩晋升中尉。后于1806年被部署到西西里岛，1808年被转移到瑞典。同年10月19日，罗恩晋升上尉并被任命为第52轻步兵团第2营的一个连长。

### 半岛战争和瓦尔赫伦岛
半岛战争期间，罗恩在罗伯特·克劳福德（Robert Craufurd）将军的率领下在西班牙作战，尽管罗恩所在的部队为约翰·摩尔爵士的撤退行动提供了大量掩护火力，但他没有参加1809年1月的科鲁尼亚战役，因为他此时被派往维戈，后从那里返回英国。
1809年8月，在灾难性的瓦尔赫伦岛战役中，罗恩在弗利辛恩作战。返回西班牙后，他参加了1811年4月的萨布加尔战役、1813年6月的维多利亚战役、7月的比利牛斯山脉战役和10月的比达索阿战役。此外，罗恩还参加了尼维尔战役、尼夫战役和奥尔泰兹战役。在1814年3月3日晋升为荣誉少校后，他还参加了同年4月的图卢兹战役。

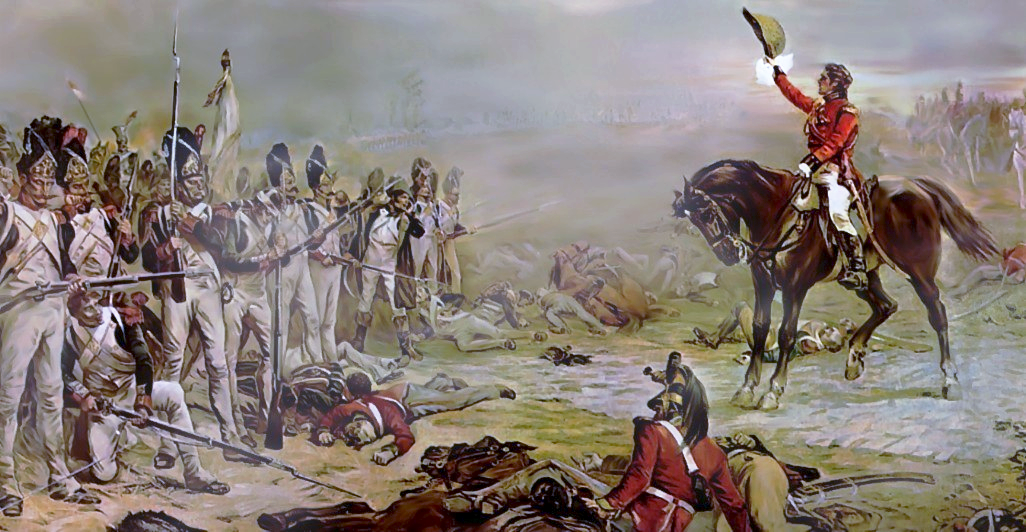
滑铁卢战役末期，希尔将军请求法国帝国卫队的残部投降

罗恩晋升荣誉少校的原因是对他个人的勇敢和成功指挥的直接表彰，罗恩在奥尔泰兹战役的行动给威灵顿带来了决定性的胜利。

### 滑铁卢
在1815年6月的滑铁卢战役中，罗恩参加了由约翰·科尔本爵士领导的对帝国卫队的一次重要冲锋。在此期间，罗恩在战斗中受伤，其麾下有150名士兵伤亡。战后，罗恩在法国占领军服役，负责统帅巴黎第一区。

### 加拿大

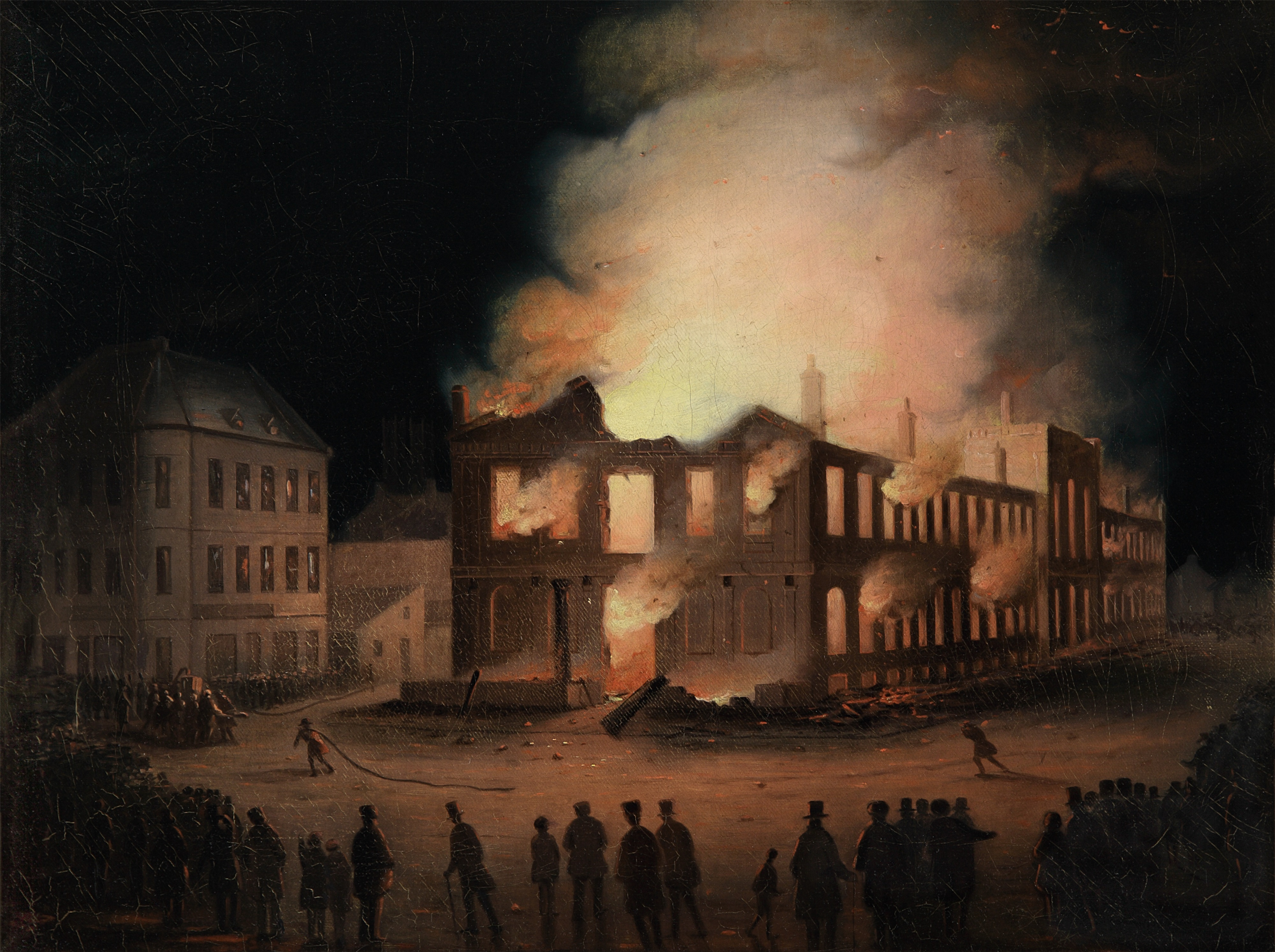
燃烧中的蒙特利尔国会大厦

罗恩于1819年1月21日获荣誉中校衔。1823年，他随部队被派往新不伦瑞克，然后于1826年5月4日正式晋升少校。他于1826年7月27日调往第58（鲁德兰郡）步兵团。并于1830年7月22日正式晋升中校。此后，罗恩成为上加拿大副总督约翰·科尔本爵士的军事和文职秘书。罗恩于1837年1月10日晋升上校，并在1837年爱国者运动的叛乱期间担任英属北美代总督科尔本的副手。罗恩于1838年7月19日获得巴斯勋章，后于1839年返回英国。
1846年11月9日，罗恩晋升少将。1849年春季，他以北美英军总司令的身份返回加拿大。在这个角色中，他面对愤怒的暴民在蒙特利尔焚烧议会大楼时发表了重要的安抚演讲。1849年6月22日，罗恩代中将衔。

## 晚年生活

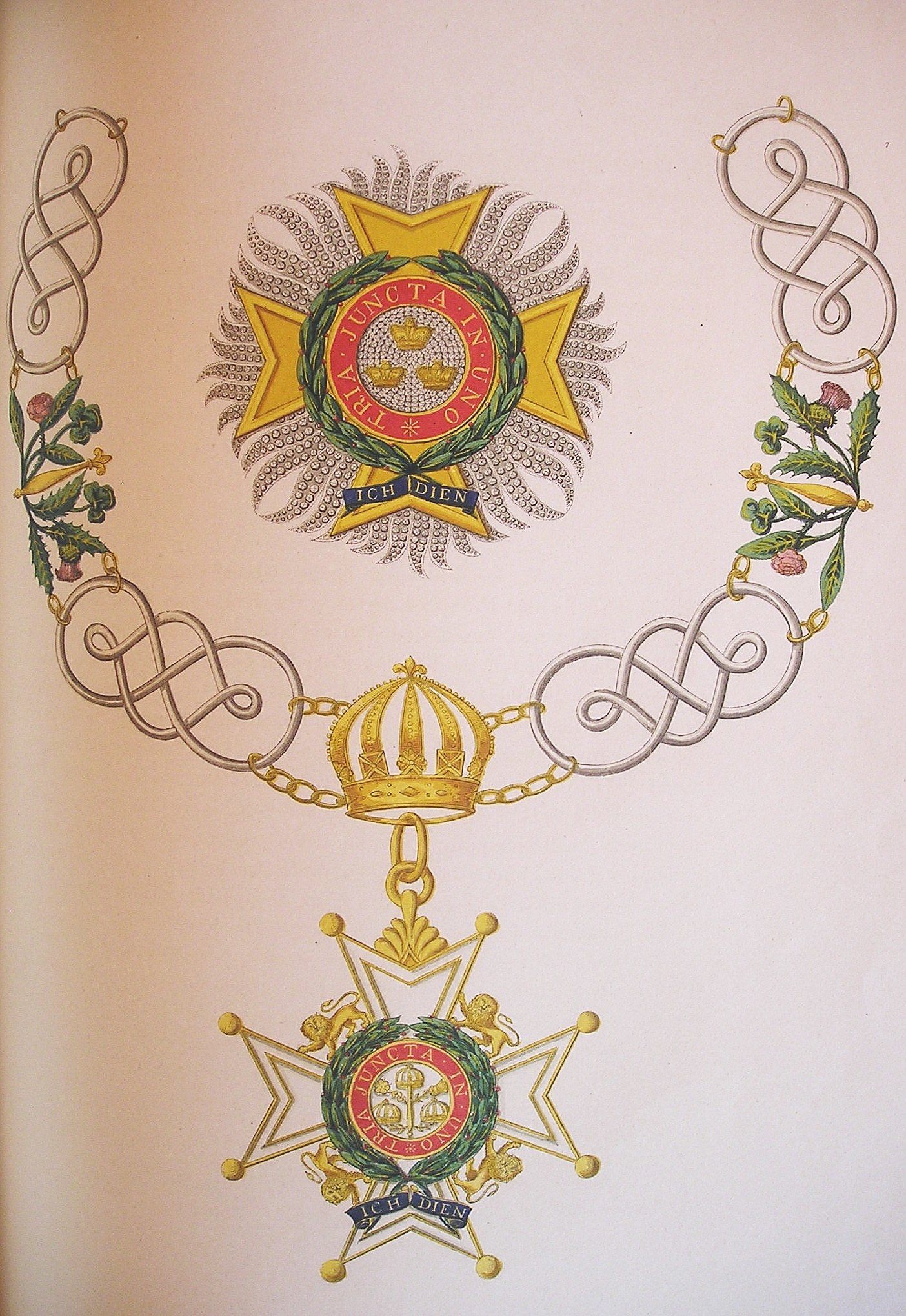
授予罗恩的巴斯骑士大十字勋章

1854年1月20日，罗恩正式晋升中将。他于隔年返回英国，住在巴斯盖尔街的一所房子里享受退休生活。1856年2月5日，罗恩获得巴斯骑士指挥官勋章。
除正式职务外，罗恩还是第19步兵团的荣誉团长，第52轻步兵团的荣誉团长。罗恩于1862年8月13日晋升上将，后于1865年3月28日获得巴斯骑士大十字勋章。罗恩于1877年6月2日晋升陆军元帅。1879年9月26日，罗恩在巴斯盖尔街9号去世，葬于巴斯兰斯当公墓。

## 家庭
罗恩于1811年1月21日在肯特郡的西莫林与玛莎·斯彭（Martha Spong）结婚。夫妻二人没有孩子。

## 引注
1. 1 2  England, Select Marriages, 1538–1973
2. 1 2 3  . Oxford Dictionary of National Biography.   [2013-12-07].
3. ↑  Preston, Richard A. . Hayne, David  (编). . X (1871–1880) online. University of Toronto Press. 1972.
4. ↑  . 倫敦憲報. 8 November 1803.
5. 1 2 3  Heathcote, p. 256
6. ↑  Fletcher (1994), p.164
7. 1 2 3 4 5  Heathcote, p. 257
8. ↑  Fletcher (1994), pp.164-165
9. ↑  Dictionary of National Biography, Vol 21, p.337
10. ↑  Barbero (2006), pp.74-75
11. ↑  Adkin (2011), pp.198-199
12. ↑  Bromley (2014), vol. 2 -Rowan
13. 1 2 3 4 5  .  online. University of Toronto Press. 1979–2016.Preston, Richard A. (1972). "Rowan, Sir William" （页面存档备份，存于）. In Hayne, David (ed.). 加拿大传记辞典. Vol. X (1871–1880) (online ed.). University of Toronto Press. Retrieved 7 December 2013.
14. ↑  . 倫敦憲報. 20 May 1826.
15. ↑  . 倫敦憲報. 15 August 1826.
16. ↑  . 倫敦憲報. 3 August 1830.
17. ↑  . 倫敦憲報. 20 July 1838.
18. ↑  . 倫敦憲報 (Supplement). 10 November 1846.
19. ↑  . 倫敦憲報. 22 June 1849.
20. ↑  . 倫敦憲報. 22 June 1854.
21. ↑  . 倫敦憲報. 5 February 1856.
22. ↑  . 倫敦憲報. 20 June 1854.
23. ↑  . 倫敦憲報. 29 March 1861.
24. ↑  . 倫敦憲報. 2 September 1862.
25. ↑  . 倫敦憲報. 28 March 1865.
26. ↑  . 倫敦憲報. 2 June 1877.
27. ↑  England & Wales, National Probate Calendar (Index of Wills and Administrations), 1858-1966